# Clueso
Clueso, prononcé [kly'zo], de son vrai nom Thomas Hübner, né le 9 avril 1980 à Erfurt, Thuringe (land situé au centre de l'Allemagne), est un chanteur, rappeur, compositeur et producteur allemand.

## Biographie

### Débuts
Clueso, nommé ainsi en hommage à l'inspecteur Clouseau dans la Panthère rose, commence à composer de la musique en 1995. En 1998, il rencontre son futur manager Andreas Welskop et arrête ses études de coiffure. Son premier vinyle, Clüsolo, paraît chez BMG Ufa la même année. En 1999, il entre aux 10vor10 Studios, à Cologne, grâce à Welskop. Une année plus tard, il signe chez le label Four Music et sort son premier album Text und Ton le 30 avril 2001,. Avec son groupe Curfew, Clueso joue entre autres au MTV HipHop Open à Stuttgart et aux beats for Life à Cologne. Au total, Clueso réalise plus de 100 concerts accompagnés de son groupe et de DJ.
En 2002, Clueso retourne à Erfurt et enregistre le Rowdy-Club-Tape 2002 dans le Zughafen, une partie rénovée d'un bâtiment de l'ancienne gare de marchandises. Une année plus tard, il commence la réalisation du deuxième album, Gute Musik, qu'il termine en 2004. Il fait notamment participer Blumentopf, Marcel Aue, Steer M, Tilmann Jarmer, Delhia, Tim Neuhaus et le guitariste de blues, Jürgen Kerth. Contrairement à l'album précédent qui était plutôt rap, celui-ci contient nettement plus de morceaux chantés et renonce aux contributions anglaises. De plus, à côté des thèmes typiquement hip-hop, les suites agréables et désagréables de la consommation de Cannabis sont les thèmes abordés (par exemple Vergessen ist so leicht).
La collaboration avec son groupe Curfew souffre du fait du déménagement à Erfurt. C'est pourquoi il s'associe à plusieurs musiciens de Thuringe (essentiellement le groupe de Weimar StoryPlay) avec lesquels il est connu comme Clueso und Band. Le 30 janvier 2005, sort le single Kein Bock zu geh’n. La Vidéo est créée en auto-production sous la réalisation de son ami Thomas Wolf/ Steer M.
Grâce à cette chanson, il représente la Thuringe au Bundesvision Song Contest le 12 février où il atteint la septième place.

### Weit wegetSo sehr dabei(2006–2009)
Le 19 mai 2006, il publie son troisième album Weit weg. Il contient aussi la chanson Chicago. En relation avec la  STÜBAphilharmonie, un orchestre de Thuringe, Clueso donne un concert dans le Fritz-Club dans ce qui avait été la Postbahnhof (la gare postale) à Berlin le 3 février 2007. Durant ce concert, il chante avec l'orchestre et son groupe sur un arrangement pour plus de 70 instruments. Entre ses propres morceaux, l'orchestre joue des extraits de la suite symphonique Metropolis de Steffen Heinze. Ce concert est aussi sorti en DVD, sous le titre de Clueso Live ou Clueso-Weit weg-Live. En mai et en juin 2007, Clueso est en première partie dans la tournée de Herbert Grönemeyer, 12-Tour et la même année, il est nommé par 1Live pour le prix des auditeurs, le 1LIVE Krone, dans la catégorie « meilleur artiste allemand ».
En septembre 2007, sort le single Lala, une chanson qui est spécialement enregistrée pour le film Leroy. Le 14 février 2008, Clueso représente à nouveau le land de Thuringe au Bundesvision Song Contest de Stefan Raab. Avec la chanson Keinen Zentimeter, il se place en deuxième position, à seulement un point derrière le vainqueur. Le 30 mai 2008, son quatrième album So sehr dabei et son deuxième single Mitnehm sont dans les bacs. Le troisième single tiré de cet album, Niemand an dich denkt, suit en 2008.
En 2009 il remporte le prix du meilleur single grâce à sa musique Gewinner.

### An und für sich(2010–2011)

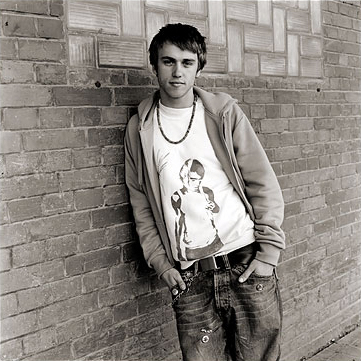
Clueso.

Début décembre 2010, Clueso sort son ouvrage Clueso. Von und über. La première édition est limitée à 10 000 exemplaires, signés et numérotés.Le livre contient au plus de nombreuses photos aussi les paroles de chansons, des anecdotes et des histoires par et sur l'artiste. Un deuxième tirage non signé est disponible entre-temps.
Le cinquième album studio, An und für sich, sort le 25 mars 2011. La même année, Clueso collabore avec Udo Lindenberg en chantant ensemble la chanson Cello sur l'album MTV Unplugged – Live im Hotal Atlantic. Cette chanson sort aussi en un single qui atteint la 4e place aux German charts. C'est la meilleure vente qui rend célèbre Clueso. Le 5 novembre 2011 Clueso et Lindenberg chantent la chanson dans l'émission de la ZDF, Wetten, dass..?. Clueso s'implique aussi dans le cadre de la campagne iCHANCE pour apprendre à lire et à écrire. Cette campagne est réalisée par le Bundesverband Alphabetisierung und Grundbildung,.
En 2011, Clueso est nommé « meilleur artiste allemand » aux MTV Europe Music Awards. C'est la chanteuse Lena Meyer-Landrut qui gagne à ce moment-là. La même année, il obtient le prix 1Live-Krone comme « meilleur artiste » et gagne devant Herbert Grönemeyer, entre autres. Avec le chanteur Wolfgang Niedecken et son groupe BAP, Clueso sort un single intitulé All die Augenblicke est disponible au téléchargement. Les revenus des téléchargements vont à hauteur de 100 % aux projets pour l'Afrique de Niedecken. La chanson est présentée pour la première fois aux Echo Awards 2012. En outre, Clueso obtient une ovation à cette remise de prix et chante, entre autres, avec Thomas D, Ina Müller et Barbara Schöneberger pour clore la fin de soirée Verdammt lang her.

### Stadtrandlichter(depuis 2012)
En 2012, il fonde le label Text und Ton, ainsi nommé d'après son premier album. La première sortie, son sixième album, porte le titre de Stadtrandlichter et paraît le 19 septembre 2014. Pour cela, il s'implique pour tout organiser sauf la réservation des billets de concerts. Il dit à la production : « J'écris beaucoup de chansons puis je trie pour construire un album en fonction d'une sorte de  „pilier“. Il y a des chansons que tout le monde connaît aussitôt : là, je ne dois plus rien faire. La musique était ton ami le jour. La „Muse“, TOUT était parfait. Après ces chansons, un album se construit et naît une sorte de mixtape. Ces chansons attirent d'autres chansons. Elles se combattent et une partie est éliminée tout simplement. C'est pourquoi, beaucoup de chansons sont éliminées. »
L'album Stadtrandlichter occupe directement la première place du classement des albums aux hits-parade allemands. Le 4 décembre 2014, Clueso est à nouveau récompensé d'une 1Live-Krone en tant que « meilleur artiste » et s'impose face à Herbert Grönemeyer, Jan Delay et d'autres encore. iTunes élit Stadtrandlichter le 8 décembre 2014 comme album iTunes de l'année 2014. En janvier 2015, l'album est certifié disque d'or.
Clueso interprète la version allemande de la chanson Do They Know It's Christmas de Band Aid qui fête le 21 novembre 2014 une première mondiale. À la fin de 2015, il prend part au Der N-JOY Festivalsommer.

## Discographie

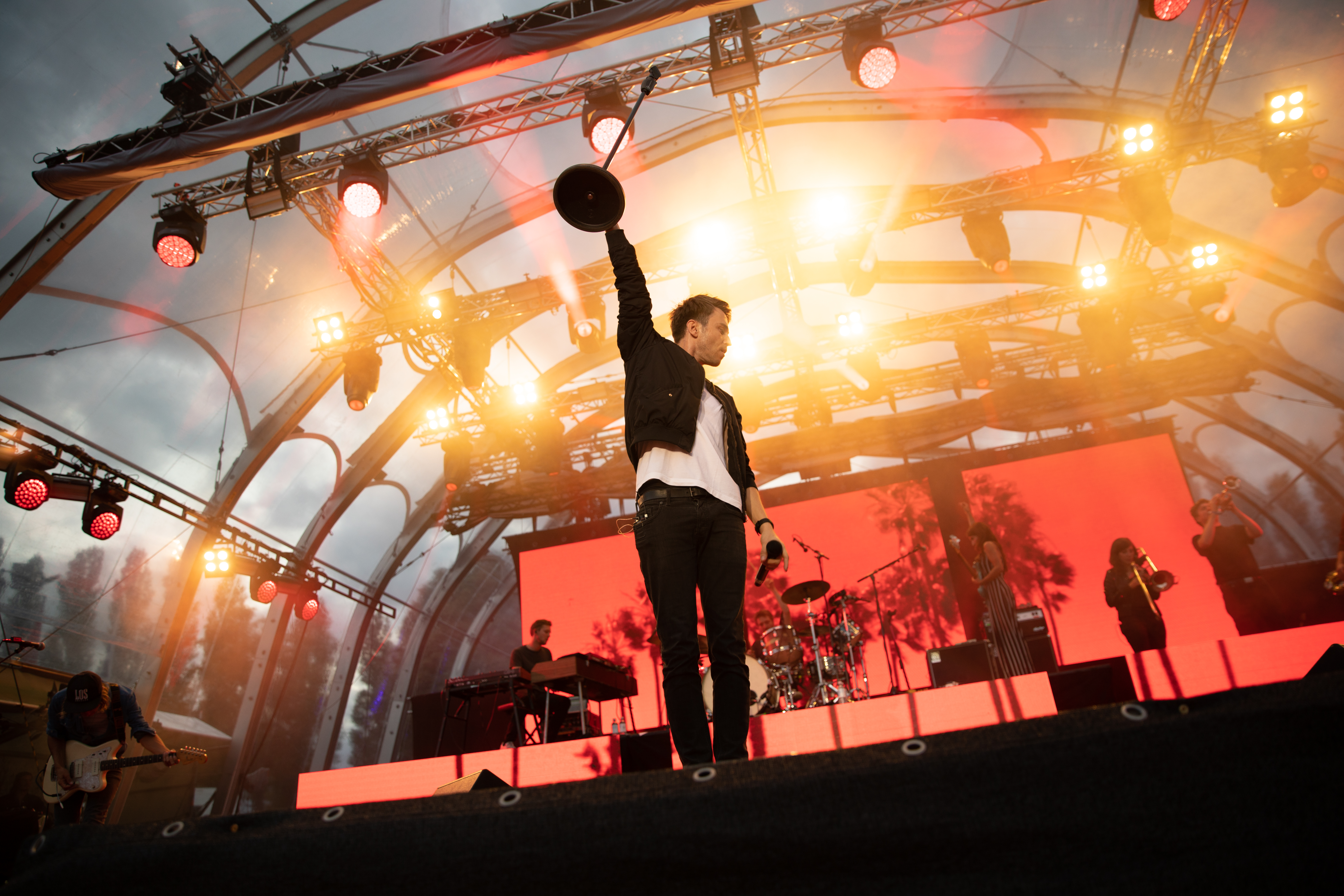
Clueso & Band, 2018

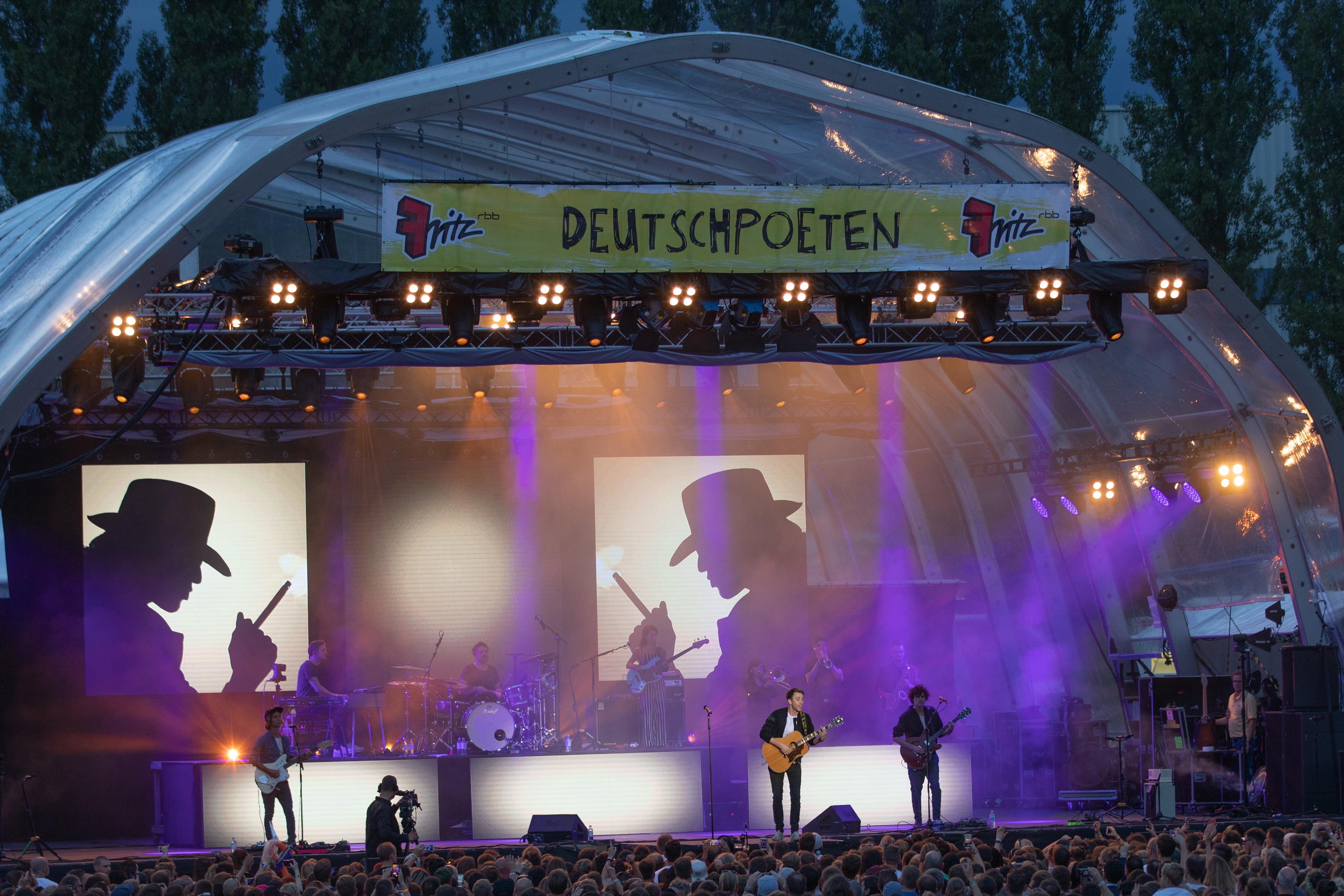
Clueso & Band, 2018

### Albums studio
- 2001 : Text und Ton
- 2004 : Gute Musik (#53 German Top 100)
- 2006 : Weit Weg (#12 German Top 100)
- 2008 : So Sehr Dabei (#3 German Top 100)
- 2011 : An Und Für Sich (#2 German Top 100)
- 2014 : Stadtrandlichter (#1 German Top 100)

### Albums collaboratifs
- 2002 : Das Tape 2002 (avec "The Rowdy Club", groupe de hip-hop d'Erfurt)
- 2006 : Willkommen im Club (avec "The Rhythm Club", nouveau nom de "The Rowdy Club")

### Albums live
- 2009 : So Sehr Dabei Live ("Very much a part Live")(#11 german top 100 album)
- 2010 : Clueso & STÜBA Philharmonie (#11 german top 100 album)

### EPs
- 1998 : Clüsolo
- 2003 : Extended Player

### Singles et maxis
- 2000 :  The Disk feat. Metaphysics
- 2000 : Spiel da nicht mit
- 2001 : Sag mir wo
- 2003 : Extended Player EP
- 2004 : Wart' mal
- 2005 : Kein Bock zu geh'n (#65 German Top 100)
- 2005 : Pizzaschachteln
- 2005 : Komm schlaf bei mir
- 2006 : chicago (#60 German Top 100)
- 2006 : Out Of Space
- 2007 : Chicago (Live)
- 2007 : Lala (pour le film Leeroy) (#74 german top 100)
- 2008 : Keinen Zentimeter (#15 German Top 100)
- 2008 : Mitnehm' (#79 german top 100)
- 2008 : Niemand An Dich Denkt (#83 german top 100)
- 2009 : Gewinner (#21 german top 100/32 semaines)
- 2009 : Wir wolln Sommer
- 2010 : So sehr dabei avec la STÜBA-Philharmonie
- 2010 : Zu schnell vorbei (#38 german top 100)
- 2011 : Du bleibst
- 2011 : Beinah
- 2011 : Cello (avec Udo Lindenberg) (#4 german top 100 /27 semaines )
- 2012 : All die Augenblicke (avec BAP) (#36 german top 100)

## DVD
- 2007 : Weit weg - Live
- 2008 : So sehr dabei (Bonus-DVD à l'album)
- 2009 : So sehr dabei - Live (Bonus-DVD)
- 2011 : An und für sich: Deluxe-Edition

## Tournées
- 01.06.-14.06.2004 : Gute Musik / Rücken zur Wand Tour, avec Franky Kubrick
- 19.11.-16.12.2004 : première partie de Die Fantastischen Vier sur le Viel unterwegs Tour
- 13.05.-02.10.2005 : Clueso & Band / summer tour 2005
- 21.10.-27.12.2008 : Clueso & Band So sehr dabei Clubtour 2008

## Distinctions
- 1Live Krone
  - 2008 : Meilleur artiste
  - 2009 : Meilleur artiste
  - 2009 : Meilleur single (Gewinner)
  - 2011 : Meilleur artiste
  - 2014 : Meilleur artiste
- Fred-Jay-Preis 2011